# Juan Francisco Azcárate Pino
Juan Francisco Azcárate Pino (Doctor Arroyo, Nuevo León; 8 de septiembre de 1896-Ciudad de México, 2 de junio de 1987) fue un productor de cine, guionista de cine, escritor, ingeniero aeronáutico, diplomático y militar mexicano que luchó en la Revolución Mexicana.  

## Biografía
Nació en el Rancho de Acuña, municipio de Doctor Arroyo, Nuevo León, México el 8 de septiembre de 1896, siendo hijo de José Ignacio Azcárate Esquerro y de María Urbana Pino Castillo. Ingresó al Ejército Constitucionalista como soldado y llegó a coronel. Como tal, fue enviado a la Universidad de Nueva York en Estados Unidos a graduarse de ingeniero en aeronáutica. 
A su regreso a México, ascendió a general y fue designado director de los Talleres Nacionales de Construcciones Aeronáuticas (TNCA), y bajo su dirección se construyeron los sesquiplanos Azcárate O-E-1 en 1928. Uno de estos aviones hizo un vuelo de circunvalación de la República Mexicana, tripulado por el teniente coronel Gustavo León González.
Fue jefe del Departamento de Aeronáutica y en 1930 fundó la fábrica de aviones Azcárate y, bajo licencia, construyó los aviones norteamericanos de observación Vought Corsair O2U "Corsario-Azcárate" para la Fuerza Aérea Mexicana.
Fungió como Jefe del Estado Mayor Presidencial de 1932 a 1934 con el presidente de la República, Gral. de Div. Abelardo L. Rodríguez. También fue jefe del Departamento de Comunicaciones Aéreas de la Secretaría de Comunicaciones y Obras Públicas y luego fue destinado como agregado militar de las embajadas de México en Washington D. C. y en Berlín, Alemania donde permaneció hasta 1942, en que México rompió relaciones diplomáticas con Alemania. Durante la Segunda Guerra Mundial desempeñó varios cargos oficiales. Posteriormente fue productor de cine, y de nuevo constructor de aviones, con la fábrica Lockheed-Azcarate S.A. en el estado de San Luis Potosí, produciendo los aviones LASA 60. Se retiró en 1967 como general de división y murió en la Ciudad de México el 2 de junio de 1987. Azcárate logró obtener numerosas condecoraciones nacionales y extranjeras. Fue sepultado en el Panteón de Las Lomas, en Naucalpan, Estado de México. 
Fue autor de los libros titulados: Un Programa Político Internacional (1932), Esencia de la Revolución (1966) y Trilogía Moderna Contemporánea (1978).